# Bến Âu Lâu
Bến Âu Lâu (hay bến phà Âu Lâu) nay nằm trên địa bàn xã Âu Lâu và phường Nguyễn Phúc, thành phố Yên Bái, là nơi góp phần quan trọng vận chuyển cán bộ, bộ đội, dân công, lương thực và vũ khí phục vụ các chiến dịch lớn thời kỳ kháng chiến chống thực dân Pháp, mở đường đến thắng lợi của chiến dịch Điện Biên Phủ, lập lại hòa bình ở miền Bắc năm 1954.

## Lịch sử hình thành

### Kháng chiến chống Pháp
Bến Âu Lâu là nơi ghi dấu một thời đấu tranh chống quân xâm lược của nhân dân các dân tộc tỉnh Yên Bái cũng như của dân tộc Việt Nam. Bến Âu Lâu còn là bến quan trọng để vận chuyển vũ khí, trang bị, lực lượng từ Việt Bắc sang Tây Bắc, góp phần không nhỏ cho thành công của chiến dịch Điện Biên Phủ.
Năm 1953, bến đò mà người dân ven sông Hồng qua lại giao lưu, buôn bán được xây dựng thành bến phà Âu Lâu và trở thành điểm nối thuận tiện giữa Việt Bắc và Tây Bắc của đất nước và trở thành nhân chứng của bao sự kiện lịch sử.
Từ những ngày đầu của cuộc kháng chiến chống thực dân Pháp, bến Âu Lâu là nơi tập kết, bí mật đưa đón các cán bộ cách mạng, chiến sĩ chuẩn bị cho cuộc tổng khởi nghĩa và sau đó là thành lập Ủy ban cách mạng lâm thời và tiếp quản thị xã Yên Bái. Cũng chính ở nơi đây, thực dân Pháp đã dẫn giải các tù chính trị từ Nghệ An (1943), Thái Nguyên (1945) qua bến sang giam ở Căng Nghĩa Lộ. Đêm 16 rạng ngày 17/8/1945, theo kế hoạch Ủy ban quân sự cách mạng du kích Âu Lâu và du kích Âu Cơ (Vân Hội) cùng bộ đội hữu ngạn sông Hồng qua sông đánh trại Bảo an cướp chính quyền từ tay Nhật.
Năm 1951, trong chiến dịch Lý Thường Kiệt, một hướng của đại đoàn 312 qua bến sang đánh vào khu quân sự Nghĩa Lộ (3/10/1951) và có lúc bến huy động 70 chiếc thuyền vận chuyển lương thực, vũ khí.
Chiến dịch Tây Bắc diễn ra, đêm 10-11/10/1952 bến Âu Lâu là một trong bốn bến mà trung đoàn 36, trung đoàn 174 của đại đoàn 316 và đại đoàn 308 vượt sông Hồng vào Ca Vịnh, Ba Khe, đèo Hồng đánh căn cứ Cửa Nhì.
Cuối tháng 11/1952, theo chỉ thị của Trung ương Đảng và Bộ Tổng tư lệnh yêu cầu gấp rút mở rộng tuyến đường 13 từ Việt Bắc qua Yên Bái. Trong hoàn cảnh khó khăn và địch bắn phá ác liệt nhưng chúng ta vẫn thông đường 13 sớm 5 ngày qua bến Âu Lâu tiếp viện cho chiến trường Tây Bắc.
Bến Âu Lâu có vị trí quan trọng là nối liền hệ thống giao thông Việt Bắc với Tây Bắc, là nơi duy nhất có thể cẩu các loại vũ khí hạng nặng như: pháo mặt đất, pháo cao xạ, xe ô tô chở đạn dược, khí tài quân sự qua sông tiếp viện cho chiến trường Điện Biên Phủ được cả ta và địch đều chú ý. Trong thời gian này, bến Âu Lâu được tăng cường cả về nhân lực và phương tiện để chuyên chở vũ khí, đạn dược, lương thực, thực phẩm, dân công, bộ đội vượt sông Hồng, đồng thời gồng mình chống đỡ những trận bom ác liệt của thực dân Pháp. Ban đêm là lúc chủ yếu diễn ra các hoạt động ở bến Âu Lâu để tránh sự phát hiện của địch, những chuyến phà qua lại một cách nhanh nhất để thông đường cho xe tiếp viện.  Để ngăn chặn sự phá hoại của máy bay địch, ban ngày ta phải kéo phà lên thượng lưu vào Ngòi Lâu nhấn chìm phà, ban đêm lại tát nước kéo phà ra.
Từ 11/1953 - 5/1954, thực dân Pháp tập trung bắn phá ác liệt bến Âu Lâu hơn 200 ngày đêm với 2.700 tấn bom đạn nhưng chỉ tắc 8 ngày đêm và chúng ta vẫn vận chuyển được hàng nghìn tấn lương thực và hàng trăm tấn đạn dược, vũ khí cho mặt trận Điện Biên Phủ. Trong hoàn cảnh ấy, sự hy sinh, mất mát là không thể tránh khỏi nhưng cũng chính từ sự hy sinh ấy lại tiếp sức cho cán bộ, công nhân, nhân dân làm việc tại bến thêm ý chí quyết tâm: "Tất cả cho tiền tuyến, tất cả vì chiến thắng".

### Kháng chiến chống Mỹ
Sau những ngày tháng phục vụ chiến dịch Điện Biên Phủ, từ năm 1955-1965, bến được nâng cấp từ phà gỗ sang phà thép có ca nô dắt. Năm 1965-1968, với tinh thần: "Sống bám cầu đường, chết kiên cường dũng cảm" bến đã có 100 lần đưa 500 lượt xe pháo qua sông, chuyên chở gần 200.000 lượt ô tô, hàng ngàn tấn hàng hóa qua lại. Những năm chống chiến tranh phá hoại của đế quốc Mỹ, chúng đã dùng nhiều tốp máy bay đánh phá trong 4 tiếng gây thiệt hại nặng nề cho thị xã Yên Bái và bến phà Âu Lâu trong ngày 31/5/1966. Năm 1967, bến Âu Lâu vinh dự được Thủ tướng Phạm Văn Đồng qua thăm nhân dịp lên chúc tết quân và dân hai tỉnh Yên Bái và Nghĩa Lộ. Ngày 18/12/1972, giặc Mỹ lại tiếp tục tập kích Yên Bái trong đó có bến Âu Lâu nhưng vẫn không cản được những chuyến phà chở người và lương thực, thực phẩm tiếp tế cho chiến trường miền Nam.

## Ngày nay
Sau khi đất nước thống nhất, bến phà Âu Lâu tiếp tục hoạt động và xây dựng thành đơn vị chủ chốt của ngành giao thông vận tải tỉnh Yên Bái. Ngày 30/12/1992, cầu Yên Bái được khánh thành và đi vào hoạt động là lúc bến Âu Lâu kết thúc sứ mệnh của mình sau gần 60 năm. Do ý nghĩa và giá trị lịch sử của bến Âu Lâu, tỉnh Yên Bái đã xây dựng tượng đài "Bến Âu Lâu lịch sử" ở phường Nguyễn Phúc trên ngã ba đường gần bến. Tượng đài là một biểu tượng cho tinh thần của những người đã chiến đấu, hy sinh để giành lại độc lập, tự do cho tổ quốc.
Với những thành tích được ghi nhận trong những năm kháng chiến hào hùng của dân tộc, bến Âu Lâu rất cần sự quan tâm, gìn giữ để phát huy giá trị của một di tích lịch sử-văn hóa cấp quốc gia, trở thành điểm đến để giáo dục truyền thống đấu tranh giữ nước, tinh thần kiên cường, về một thời gian khổ nhưng rất anh hùng của các thế hệ cha ông chống quân xâm lược, bảo vệ quê hương đất nước. Ngày07/8/2012 Bến Âu Lâu được Bộ VHTT&DL công nhận là di tích lịch sử cấp quốc gia theo quyết định số 3027/QĐ-BVHTTDL.